# Dam Maḩd-e Adrmakān
Dam Maḩd-e Adrmakān (persiska: آدركان, Ādrkān, دم محد ادرمکان) är en ort i Iran.   Den ligger i provinsen Kohgiluyeh och Buyer Ahmad, i den centrala delen av landet, 600 km söder om huvudstaden Teheran. Dam Maḩd-e Adrmakān ligger 780 meter över havet och antalet invånare är 313.
Terrängen runt Dam Maḩd-e Adrmakān är kuperad åt sydost, men åt nordväst är den platt. Runt Dam Maḩd-e Adrmakān är det ganska glesbefolkat, med 47 invånare per kvadratkilometer. Närmaste större samhälle är Dehdasht, 7,4 km nordväst om Dam Maḩd-e Adrmakān. Omgivningarna runt Dam Maḩd-e Adrmakān är i huvudsak ett öppet busklandskap.